# Daniel Babor
Daniel Babor (* 22. října 1999) je český profesionální silniční a dráhový cyklista jezdící za UCI ProTeam Caja Rural–Seguros RGA.

## Hlavní výsledky

### Silniční cyklistika
2017
Cottbuser Junioren-Etappenfahrt
vítěz etap 1 a 2b
2020
Národní šampionát
3. místo silniční závod do 23 let
8. místo Puchar Ministra Obrony Narodowej
2021
Národní šampionát
 vítěz silničního závodu do 23 let
Turul României
vítěz 4. etapy
2022
Turul României
vítěz etap 2 a 5
Tour du Loir-et-Cher
 vítěz bodovací soutěže
vítěz 1. etapy
3. místo Grand Prix Wyszków
3. místo GP Gorenjska
7. místo Grand Prix Poland
7. místo Ronde van de Achterhoek
2023
Volta a Portugal
 vítěz bodovací soutěže
vítěz 4. etapy
Tour de Langkawi
vítěz 4. etapy
8. místo Trofeo Palma–Palma
2024
8. místo Trofeo Palma

### Dráhová cyklistika
2016
Národní juniorský šampionát
 vítěz individuální stíhačky
 vítěz týmové stíhačky
 vítěz bodovacího závodu
 vítěz scratche
 vítěz omnia
Mistrovství světa juniorů
 2. místo scratch
2017
Mistrovství světa juniorů
 vítěz scratche
Mistrovství Evropy juniorů
 vítěz scratche
 2. místo madison
Národní juniorský šampionát
 vítěz individuální stíhačky
 vítěz bodovacího závodu
 vítěz scratche
2018
Národní šampionát
 vítěz madisonu (s Luďkem Lichnovským)
 vítěz omnia
2019
Mistrovství Evropy do 23 let
 2. místo scratch
2020
Národní šampionát
 vítěz madisonu (s Reném Smekalem)
 vítěz omnia
2021
Národní šampionát
 vítěz bodovacího závodu
 vítěz omnia
 vítěz eliminačního závodu
Mistrovství Evropy do 23 let
 3. místo scratch
 3. místo omnium